# 1935年萨尔公民投票
1935年1月13日在薩爾盆地地區舉行了關於其領土地位的公投。超過90%的選民選擇與德國統一，9%的選民支持作為國際聯盟授權領土的現狀，不到0.5%選擇與法國統一。第一次世界大戰結束時，薩爾與德國分離，並由國際聯盟管理，法國被授予薩爾煤礦的控制權。在國際聯盟管理15年後，該地區按計劃舉行了全民投票。
1934年底，國際聯盟理事會決定在全民投票期間需要維和部隊。德國和法國政府同意允許一支國際部隊進入薩爾。1934年12月8日，理事會一致通過了一項要求建立這樣一支部隊的決議。英國（1,500名士兵）、意大利（1,300名）、瑞典（260名）和荷蘭（250名）同意為薩爾的3,300名國際部隊提供部隊。所有超出同一部隊通常發生的費用的費用都計入為公民投票預留的聯盟基金。聯盟任命了一名指揮官約翰·布林德將軍，負責對部隊的作戰控制。
在公投中，選民被問及薩爾是否應該繼續由國際聯盟管理，返回德國或成為法國的一部分。令中立觀察家和納粹本身感到驚訝的是，超過90%的人投票贊成與德國重新統一。每個投票區至少有83%的選民支持讓薩爾回歸德國統治，儘管喬治·克萊蒙梭聲稱薩爾有15萬法國人，但只有不到1%的選民支持法國吞併薩爾。